# 秋田県立増田高等学校
秋田県立増田高等学校（あきたけんりつ ますだこうとうがっこう）は、秋田県横手市に所在する県立高等学校。

## 概要
県内での略称・通称は増高（ますこう）。校章は、民主主義と平和のシンボルとしての白鳩を表し、生徒が理想に燃えて大空に羽ばたく願いを託した図案化したもの。秋田県立増田高等学校歌にも平和の願いが歌詞に盛込まれている。
総合学科では秋田県の草分け的存在校であり、総合学科の中核校である。また、単位制を導入し、2002年から2学期制を採用している。各授業50分の6時間体制で、総合学科は、火曜・木曜のみ7時間体制となる。

## 教育課程
- 設置学科（全日制課程）
  - 農業科学科
  - 総合学科
- 人文・社会系列 - 2年生より22組・23組となり国語総合、古典、地歴A・B、リーディング、実用英語など文科系の科目を重点的に学習し、経済・法学・文学などの分野への進学を目指す。
- 自然・科学系列 - 2年生より22組・23組となり数学III、数学C、数学演習、化学II、物理IIなど理数系の科目を重点的に学習し、理学・工学・農学・医療系などの分野への進学を目指す。
- 芸術・文化系列 - 2年生より25組となる。ソルフェージュ、器楽、素描、総合美術、生活の書、伝統工芸など芸術・文化に関する科目を重点的に学習し、芸術・文化関係の分野への進学・就職を目指す。
- 生活・福祉系列 - 2年生より24組となる。フードデザイン、被服製作、発達と保育、消費生活、社会福祉基礎など生活や福祉に関する科目を重点的に学習し、生活・福祉関係の分野への進学・就職を目指す。
- ビジネス・会計系列 - 2年生より25組となる。簿記、会計、会計実務、情報処理、ビジネス情報、文書デザインなどビジネス活動に関する科目を重点的に学習し、大学の商業・経営学部や専門学校への進学、一般企業などへの就職を目指す。

## 沿革
- 1923年（大正12年）4月12日 - 秋田県増田町立実科高等女学校が開校。
- 1943年（昭和18年）4月1日 - 秋田県立増田高等女学校へ改称。
- 1944年（昭和19年）3月25日 - 増田女子農業学校を併設。
- 1946年（昭和21年）4月1日 - 高等女学校と女子農業学校を廃止、秋田県立雄平農蚕学校を設置。男女共学となる。
- 1947年（昭和22年）4月1日 - 併設中学校を設置、農蚕学校の当該生徒を編入。
- 1948年（昭和23年）4月1日 - 秋田県立増田高等学校と改称。農業科・家庭科を設置。
- 1948年（昭和23年）7月 - 定時制課程を設置
- 1949年（昭和24年）10月20日 - 新校舎竣工。現住所へ移転。
- 1967年（昭和42年）3月 - 被服科を廃止
- 1975年（昭和50年）10月31日 - 校舎の改築工事が完成。
- 1982年（昭和57年）8月5日 - 全国高等学校総合体育大会山岳競技縦走の部で優勝。
- 1984年（昭和59年）3月6日 - 東成瀬分校閉校式
- 1985年（昭和60年）3月6日 - 定時制閉科式
- 1995年（平成7年）4月1日 - 総合学科5学級と農業科学科1学級を設置。
- 1996年（平成8年） - 文部省（現・文部科学省）の高等学校教育改革推進研究指定校として指定（1997年まで）。
- 1997年（平成9年） - ホームヘルパー養成研修2級課程の秋田県知事指定（生活・福祉系列）。
- 2002年（平成14年） - スクールIT推進事業完了（ネットワークパソコン・プロジェクター導入）。2学期制導入。
- 2003年（平成15年）10月8日 - 農業クラブ全国大会（農業情報処理競技）を開催。
- 2005年（平成17年） - 創立80周年記念式典
- 2010年（平成22年） - 創立85周年記念式典、落語家林家木久扇来校
- 2011年（平成23年）1月21日 - 新第一体育館竣工記念行事開催、湯沢商工高校とのバスケ招待試合。

## 学校行事
- 4月 - 入学式、応援指導、創立記念日（12日）
- 6月 - 芸術鑑賞会
- 7月 - 増高祭、勉強合宿
- 8月 - 校内球技大会
- 10月 - 運動会、収穫祭（農業科学科生徒のみ）
- 3月 - 卒業式

## 生徒会活動
生徒会は、生徒会長1名・副会長2名・総務1名・企画1名・書記1名・会計1名を全校投票により選出し、部活動に属さない生徒が生徒会選挙に出馬する場合が通例である。
主に生徒総会･各集会や学校祭運営を行う。

## 部活動
- OA部では、平成23年度珠算電卓競技大会の全国大会への出場が決定した。
- 陸上競技部は、各種大会で上位の成績を修め、2010年には、5000メートル競歩・走高跳・1600メートルリレー走でインターハイに出場している。
- 男子バレー部は、インターハイ常連校になりつつあり、県南大会や全県大会では入賞常連である。
- 柔道も例年入賞を果たすなど優秀な成績を残している。
- 書道部においては、平成21年度秋田県新年書初め大会において増田高校出品者全員入賞を遂げる好成績を治める。
- 文化部では、美術部が国展入選などさまざまな公募展での受賞者を出している。

部活動加入率は70％を超える。
運動部
男女入部可
- 陸上競技部、バレーボール部、ソフトテニス部、卓球部、柔道部、剣道部

男子のみ
- バスケットボール部、野球部、山岳部

文化部
文芸部、美術部、吹奏楽部、書道部、茶道部、華道部、英語部、OA部、歴史研究部
同好会
JRC同好会

## 全国大会出場
全国大会優勝
- 相撲部 1959年
- 山岳部 1982年
- 陸上競技部 2000年

全国大会出場
- 陸上競技部
- 山岳部
- 男子ソフトテニス部
- 女子ソフトテニス部
- 柔道部
- 書道部
- 美術部

## 主な卒業生
- 矢口高雄（漫画家）
- 後藤明美（元西武ライオンズ投手、1982年ドラフト会議6位指名）
- 皆川嘉左エ門（彫刻家）
- 北山賢一（木地山系工人の第一人者阿部平四郎に師事）

## 周辺
- 周辺官庁舎
- 横手市役所増田地域局
- 周辺企業
- JUKI産機テクノロジー
- 秋田銀行増田支店
- 北都銀行増田支店
- ローソン増田町店
- ローソン横手十文字町仁井田店
- 薬王堂増田町店
- コメリ増田店
- 増田郵便局
- 周辺環境
- 国道342号
- 皆瀬川
- 成瀬川
- 真人公園
- JR奥羽本線 十文字駅

## 交通
- JR奥羽本線 十文字駅より徒歩20分
- 羽後交通横手小安線・岩井川線「増田高校前」バス停下車すぐ